# Futbol Sala Martorell
El Futbol Sala Martorell (FS Martorell) va ser un club de futbol sala de la ciutat de Martorell, fundat el 1984. El club va formar part de la Lliga espanyola de futbol sala i va participar durant deu temporades a la Divisió d'Honor, destacant el subcampionat de lliga de la temporada de 2001-02. Va desaparèixer la temporada 2010-11 per manca de recursos econòmics.

## Història
L'equip es va fundar el 1984, i durant diversos anys va participar en campionats de futbol sala catalans. Quan es va crear la Lliga espanyola de futbol sala, Martorell es va inscriure en Primera Nacional "B", llavors tercera categoria. En 1993 va ascendir a la segona divisió, i va romandre allí quatre temporades. En la campanya 1996/97, el SEAT Martorell va finalitzar primer del seu grup, la qual cosa li va permetre ascendir a Divisió d'Honor per primera vegada en la seva història.
En la seva temporada de debut, va assegurar la permanència amb una dotzena posició. A l'any següent, el club va passar a ser patrocinat per la cadena d'electrodomèstics Miró, i va canviar el seu nom per Miró Martorell. Amb el nou sponsor, el club va millorar els seus resultats i es va ficar en el playoff pel títol per primera vegada, en acabar setè en la fase regular.
El seu millor resultat va arribar en la campanya 2001/02. Després d'acabar tercer en la lliga regular, els catalans van arribar fins a la final del títol, on van ser derrotats per Antena 3 Bumerang. Un any després, Martorell va repetir la mateixa posició en la fase preliminar i va arribar fins a semifinals, i en 2003/04 va acabar en quart lloc. L'última vegada que l'equip es va classificar per a la fase final va ser l'any 2005/06, on va arribar fins a la semifinal.
L'any 2006/07, l'equip va deixar de ser patrocinat per Miró, i va començar a sofrir problemes econòmics al no trobar un nou sponsor. Aquest any l'equip va baixar a Divisió de Plata, però en no tenir diners per pagar la inscripció, va ser descendit administrativament a Primera Nacional "A", fora de la categoria professional.
La delicada situació econòmica va fer que l'estiu de 2010 el club es desvinculés del seu futbol base, creant una nova societat, cridada Paris i Mars Futbol Sala Martorell, en col·laboració amb l'Ajuntament. A més, al començament de la temporada 2010/11, la corporació municipal es va negar a cedir el poliesportiu municipal, la qual cosa els va obligar a jugar els seus partits en la veïna localitat de El Papiol. Després de no poder presentar-se a diverses trobades, el 20 de gener de 2011 el president Joan Jorba va presentar la seva dimissió i l'assemblea de socis va acordar la dissolució de l'entitat.

## Temporada a temporada
| Temporada | Divisió       | Lloc | Copa d'Espanya |
| --------- | ------------- | ---- | -------------- |
| 1991/92   | 1ª Nacional B | 2n   |                |
| 1992/93   | 1ª Nacional B | 1r   |                |
| 1993/94   | 1ª Nacional A | 1r   |                |
| 1994/95   | D. Plata      | 3r   |                |
| 1995/96   | D. Plata      | 3r   |                |
| 1996/97   | D. Plata      | 1r   |                |
| 1997/98   | D. Honor      | 12è  |                |
| 1998/99   | D. Honor      | 7è   |                |
| 1999/00   | D. Honor      | 14è  |                |
| 2000/01   | D. Honor      | è    |                |

| Temporada | Divisió       | Lloc    | Copa d'Espanya |
| --------- | ------------- | ------- | -------------- |
| 2001/02   | D. Honor      | 3r      |                |
| 2002/03   | D. Honor      | 3r      |                |
| 2003/04   | D. Honor      | 4t      |                |
| 2004/05   | D. Honor      | 9tè     |                |
| 2005/06   | D. Honor      | 4t      |                |
| 2006/07   | D. Honor      | 15è     |                |
| 2007/08   | 1ª Nacional A | 6è      |                |
| 2008/09   | 1ª Nacional A | 3r      |                |
| 2009/10   | 1ª Nacional A | 11è     |                |
| 2010/11   | 1ª Nacional A | Retirat |                |

- 10 temporades a Divisió de Honor
- 3 temporades a Divisió de Plata
- 4 temporades a 1ª Nacional A
- 2 temporades a 1ª Nacional B

## Palmarès
- 6 Copes Catalunya de futbol sala masculina: 2000-01, 2001-02, 2003-04, 2004-05, 2005-06, 2006-07
- 1 Lliga espanyola de segona divisió: 1996-97

## Jugadors destacats
- Jordi Torras
- Fernandão